# Canopée (association)
Pour les articles homonymes, voir Canopée (homonymie).
Canopée est une association française, membre de la Coalition mondiale des forêts, spécialisée dans le plaidoyer pour la défense des forêts, en France et dans le monde. Cette organisation environnementale a été fondée en 2018.

## Histoire
Canopée a été créée en mars 2018 à l’initiative de plusieurs responsables associatifs et militants, dont Sylvain Angerand, ingénieur forestier. 

### Gouvernance
L’association est présidée de mars à décembre 2018 par Sylvain Angerand, ingénieur forestier de l'ENGREF puis à partir de 2019 par Xavier Morin, chargé de recherche au CNRS.
Canopée est une association à but non lucratif loi de 1901, reconnue d’intérêt général. Elle compte en 2024 cinq salariés et demi. Avec environ 300 000 abonnés à sa newsletter, l'association a acquis, en quelques années, une influence importante.
En 2024, elle est la seule association de protection de la nature française spécialisée dans la défense des forêts, peut mener des actions en justice, et siéger dans certaines instances. En août 2024, L'interprofession France Bois Forêt conteste en justice l’agrément octroyé par le ministère de la transition écologique à Canopée, en décembre 2023.

## Missions
Canopée est un lanceur d’alerte qui dénonce les menaces pesant sur les forêts. 
Les campagnes de l'association ont pour thèmes principaux : 
- La défense des forêts (lutte contre une industrialisation des forêts françaises - coupes rases suivies de plantation résineuse[4], privatisation de l'Office National des Forêts[5],[6]) ;
- l'importation de soja contribuant à la déforestation  en Amazonie[7],[8] ;
- l'huile de palme comme biocarburants et contribuant également à la déforestation en Indonésie[9] .

Elle travaille en réseau avec de nombreuses autres organisations et collectifs citoyens. Elle est membre de la fédération des Amis de la Terre France, du collectif « SOS Forêts », de Global Forest Coalition, de Forest Movement Europe (en), de Environmental Paper Network et de 1 % pour la planète.
Depuis notamment l'étude INRA-IGN restituée en juin 2017, les appels à surexploiter les forêts pour obtenir des produits bois de substitution ou du bois-énergie, suivies de plantations d'essences à croissance rapide, se multiplient. En réaction à cette étude, Canopée associée aux ONGE Fern et Les Amis de la Terre France, commande à l'expert forestier Gaëtan du Bus de Warnaffe un rapport pour proposer et analyser une nouvelle stratégie visant à optimiser le rôle de la gestion forestière dans l’atténuation du changement climatique à l’horizon 2050. Le rapport remis en janvier 2020 montre qu’il est préférable pour le climat et la biodiversité de laisser vieillir les forêts.